# Jan Suchý
Jan Suchý (10. října 1944 Německý Brod – 24. srpna 2021 Havlíčkův Brod) byl český hokejový obránce, který jako jeden z prvních hráčů začal soupeřovy střely blokovat vlastním tělem. Je nejproduktivnějším obráncem v historii československého hokeje.
Jeho bratrem je bývalý hokejista Pavel Suchý a vnukem hokejista Šimon Szathmáry. Jeho syn Dušan Suchý je bývalým prvoligovým fotbalistou Vítkovic (1985) a Hradce Králové (1995), který získal dorostenecký titul se Zbrojovkou Brno (1982/83).

## Hráčská kariéra

### Klubové soutěže
Jan Suchý je odchovanec týmu Jiskra Havlíčkův Brod, kde začínal pod vedením trenérů Jana Tománka a Václava Chytráčka. V této době se zajímal také o fotbal (hrál v obraně nebo v záloze), ve kterém se stal členem širšího kádru juniorské reprezentace. Před nabídkou z fotbalové Dukly Praha ale dal přednost hokeji v nedaleké Dukle Jihlava (společně s Jiřím Holíkem narukoval v roce 1963).
V Jihlavě se od začátku prosadil do základní sestavy, kde začínal v obranné dvojici s Petrem Lindauerem (Sparta Praha), nejvíc zápasů ale odehrál po boku kapitána Dukly Ladislava Šmída. Jejich spolupráce byla výsledkem kombinace naprosto rozdílných herních typů: Šmíd se specializoval na obrannou činnost, Suchý bleskovými přechody do útoku podporoval ofenzívu. Ve spojení s prvním útokem Dukly (Jiří Holík, Jaroslav Holík, Jan Klapáč) vytvořili Suchý a Šmíd jednu z nejkompaktnějších a nejlépe fungujících pětek československého hokeje. V Dukle Jihlava získal za svou kariéru sedm titulů a hrál zde až do roku 1979. Poté působil v Rakousku (WAC Stadtlau Vídeň – společně s Josefem Černým) a v Německu (Landsberg, Kaufbeuren). Ročník 1983/84 strávil v nižší rakouské soutěži za celek UEC Mödling. Po návratu ze zahraničí ještě nastupoval v týmu Třeště a později mateřského Havlíčkova Brodu.

### Reprezentace
Jan Suchý přinesl do československého hokeje nové moderní pojetí hry obránce. Dokázal plnit defenzívní úkoly a navíc vyrážel do nebezpečných protiútoků. To vedlo k jeho poměrně brzké nominaci do reprezentace. Známým se stal jeho gól do sítě SSSR na Mistrovství světa 1969, který pomohl k výhře. Na světových šampionátech byl dvakrát vyhlášen nejlepším obráncem turnaje a čtyřikrát byl zařazen do All stars MS (1968–1971). Startoval také na Zimních olympijských hrách 1968, kde pomohl k zisku stříbrných medailí.
Většinu svých gólů v reprezentaci a lize (44 + 162) dal z bezprostřední blízkosti soupeřovy brány.
Jako jediný obránce dokázal vyhrát bodování československé ligy 1968/69 – 56 bodů za 30 gólů a 26 asistencí. V lize a v reprezentaci nastřílel dohromady 206 gólů (162 + 44), což je mezi československými obránci dodnes nepřekonaný rekord. Jako obránce drží několik dalších neoficiálních rekordů: v roce 1969 zaznamenal v utkání proti Českým Budějovicím (13:4) 5 gólů a 4 asistence; na podzim roku 1971 vstřelil v zápase proti Košicím tři góly za 47 sekund (2× inkasoval Holeček, 1× Svitana).
Titul mistra světa Jan Suchý nezískal. Na začátku sezony 1971/72 mělo auto, které řídil, havárii, při které zahynul jeden člověk. Suchý byl, kvůli alkoholu v krvi, následně odsouzen k několikaměsíčnímu trestu odnětí svobody. Po návratu z vazby dál prokazoval vysokou formu v ligové soutěži, zúčastnil se i přípravného kempu československé reprezentace před mistrovstvím světa v roce 1972, vedení tehdejší tělovýchovy ale jeho účast na šampionátu nakonec zamítlo. Do vězení v Oráčově nastoupil v červenci 1972, propuštěn byl po polovině trestu.
Jan Suchý byl ženatý a měl tři děti (dva syny a dceru), žil v Havlíčkově Brodě. Zemřel ve věku 76 let dne 24. srpna 2021.

## Největší úspěchy
- vítěz prvních dvou ročníků Zlaté hokejky (1969, 1970)
- jediný obránce v historii čs. ligy, který dokázal vyhrát bodování soutěže: 1968/69 – 30+26
- 7× mistr čs. ligy (s Duklou Jihlava): 1967, 1968, 1969, 1970, 1971, 1972, 1974
- v Dukle Jihlava odehrál 16 sezon (1963–1979), sehrál 561 zápasů a dal 162 gólů.
- účastník 8 MS (1965–1971 a 1972)
- držitel stříbra na OH 1968, MS 1965, 1966, 1971, 1974
- držitel bronzu na MS 1969, 1970
- nejlepší obránce MS 2× (1969, 1971)
- člen All Stars výběru MS 4× (1968–1971)
- v roce 2009 vybrán do Síně slávy Mezinárodní hokejové federace (jako 16. český hokejista)
- od roku 2008 člen Síně slávy českého hokeje

## Ocenění
- člen Síně slávy IIHF (2009)
- člen Síně slávy českého hokeje
- Zlatá hokejka: 1969, 1970